# Sovkhoze
 (avril 2019).
Si vous disposez d'ouvrages ou d'articles de référence ou si vous connaissez des sites web de qualité traitant du thème abordé ici, merci de compléter l'article en donnant les références utiles à sa vérifiabilité et en les liant à la section « Notes et références ».

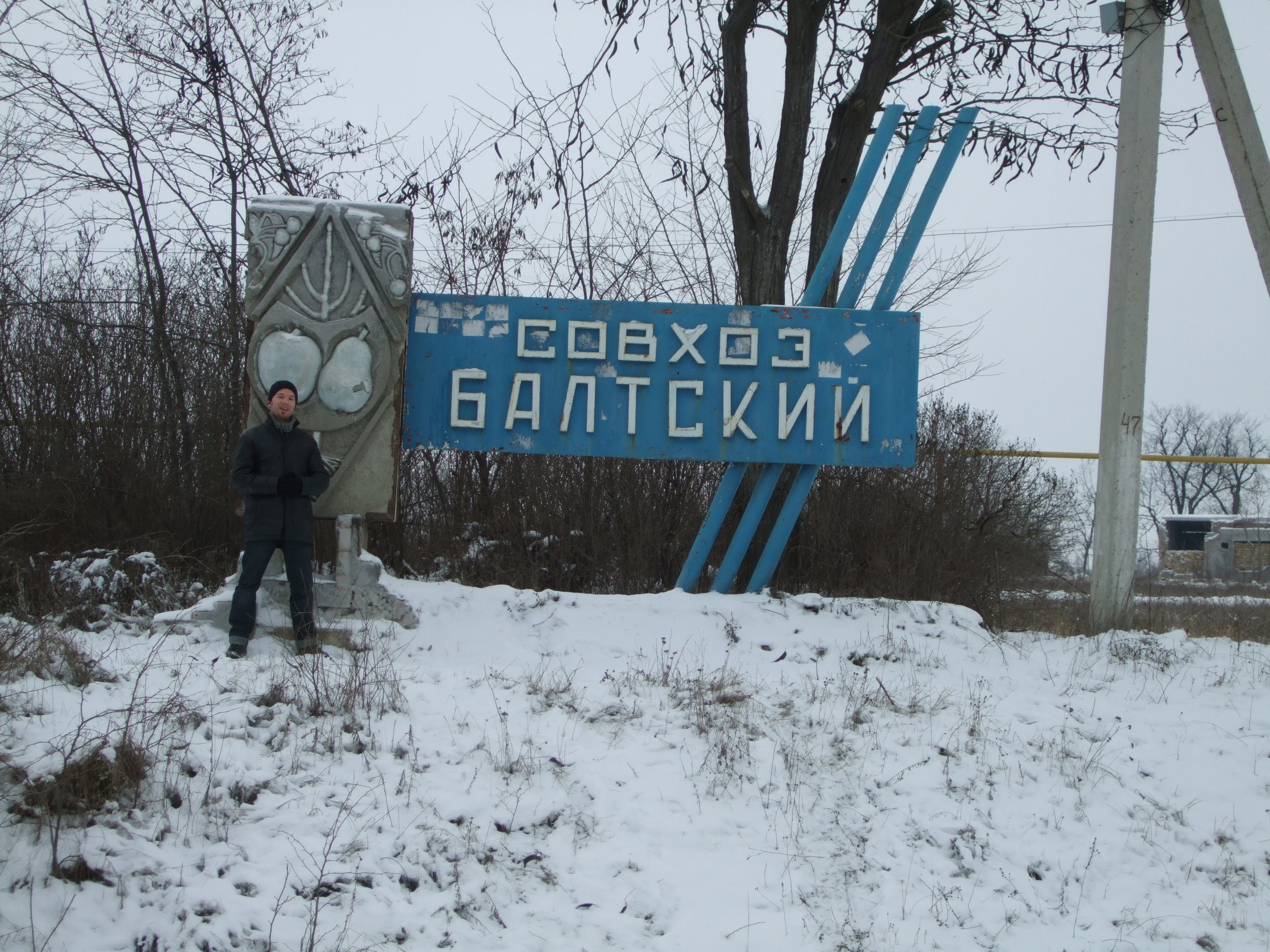
Panneau annonçant un sovkhoze.

Un sovkhoze (en russe совхоз, ) est une ferme d'État de l'époque de l'URSS. Le mot est la contraction de советское хозяйство (sovietskoïe khoziaistvo) - soit « ferme soviétique ». Les sovkhozes furent créés lors de l'expropriation des « koulaks » pendant la campagne de collectivisation lancée par Staline après 1928.
Une personne travaillant dans un sovkhoze était un sovkhoznik (en russe : совхозник ; au féminin sovkhoznitsa / russe : совхозница). Dans un sovkhoze, les ouvriers agricoles étaient salariés, sans être propriétaires. Les salaires n'étaient pas (ou peu) indexés sur la productivité du sovkhoze, ce qui les différencie des kolkhozes.
Afin de pallier une faible productivité et donc une production insuffisante, des lopins de terre privés furent tolérés dans les sovkhozes. Leur surface fit ensuite l'objet de diverses réformes.

## Histoire
Les sovkhozes commencèrent à être créés dans le début des années 1920 comme un exemple idéologique de l'agriculture socialiste car les kolkhozes ne furent longtemps considérés que comme une étape intermédiaire vers l'idéal de l'agriculture étatique. Alors que les kolkhozes furent généralement créés en combinant plusieurs petites exploitations individuelles dans une structure coopérative, les sovkhozes furent organisés par l'État sur des terres confisquées qui furent réunies dans des grandes propriétés. Les travailleurs des sovkhozes étaient recrutés parmi les populations rurales sans terre.
Le rôle des sovkhozes dans l'agriculture soviétique augmenta régulièrement au cours de l'ère soviétique. Le nombre de sovkhozes passa de moins de 1 500 en 1929 à un peu plus de 23 000 à la fin des années 1980. Cette expansion s'expliquait en partie par la politique de fusion et de reconversion des kolkhozes en sovkhozes et en partie grâce à l'expansion des superficies cultivées à travers des programmes spéciaux comme la campagne des terres vierges. Pendant les années 1930, les sovkhozes avaient en moyenne environ 3 600 hectares de superficie ensemencée. Dans les années 1980, cette moyenne était d'environ 4 500 hectares.
Les sovkhozes étaient perçus comme étant plus productifs et plus rentables que les kolkhozes. Les sovkhozes étaient surtout présents dans la production de céréales, de légumes et d'œufs.
En 1990, l'Union soviétique compte 23 500 sovkhozes, soit 45 % du total d'exploitations de types sovkhoze/kolkhoze. La taille moyenne d'un sovkhoze était de 15 300 hectares, près de trois fois le kolkhoze moyen qui était de 5 900 hectares en 1990. Les sovkhozes étaient plus nombreux en Sibérie que dans la partie européenne de l'Union soviétique.
Pendant la transition des années 1990, de nombreuses fermes d'État furent réorganisées comme sociétés par actions, alors que le développement des marchés fonciers était toujours entravé par l'opposition à la propriété privée des terres.

## Source
- (en) Cet article est partiellement ou en totalité issu de l’article de Wikipédia en anglais intitulé « Sovkhoz » (voir la liste des auteurs).